# Магдалена Малејева
Магдалена Малејева (буг. Магдалена Малеева; рођена 1. априла 1975) је бивша бугарска тенисерка. У својој каријери, освојила је десет турнира у појединачној и пет турнира у конкуренцији парова и достигла четврто место на ВТА листи. Њене старије сестре Мануела и Катерина такође су се успешно бавиле професионалним тенисом. Малејева је професионалну каријеру прекинула у октобру 2005. године.

## Детињство и каријера ван тениса
Магдалена Малејева рођена је 1. априла 1975. у Софији, као трећа и најмлађа кћерка Јулије Берберијан и Георгија Малејева. Јулија Берберијан, потомак угледне јерменске породице која је након масакрирања Јермена у доба Османског царства 1896. избегла у Бугарску, била је најбоља бугарска тенисерка током шездесетих година 20. века, а касније је водила и Фед куп репрезентацију Бугарске. Након завршетка своје каријере, Берберијан је почела да ради као тениски тренер, и представила тенис својим трима кћеркама — Катерини, Мануели и Магдалени — а све три су касније постале професионалне тенисерке, и нашле се међу шест најбољих тенисерки на свету. 1989. Малејева је срушила рекорд своје сестре Мануеле и постала најмлађи бугарски национални шампион икада.
Малејева се током деведесетих година била члан опозиције која се борила за пад комунизма у Бугарској. Поседује фирму Capasca, која се бави дизајнирањем мушке и женске одеће и ентеријера. Заједно са мајком и сестрама у Софији је 2005. отворила тениски клуб Малееви. Такође је активиста у борби за заштиту природе и животне средине, и производњу органске хране. 27. јуна 2007. Малејева је родила своје прво дете, кћеркицу Јулију, а 31. децембра 2008. и сина Марка.

## Тениска каријера
Малејева је професионалну каријеру почела 1989. године, по први пут играјући на турнирима које је организовала Међународна тениска федерација и Женска тениска асоцијација. Годину дана пре тога, са свега тринаест година, постала је најмлађи бугарски национални шампион у тенису, срушивши рекорд који је постигла њена сестра Мануела. Само годину дана касније стигла је до четвртфинала ИТФ турнира у Барију. Следеће године дебитовала је и на гренд слем турнирима, и то на Отвореном првенству Француске, на коме је достигла треће коло, а 1991. на Отвореном првенству Аустралије изгубила је у четвртом колу од сестре Катерине. Са седамнаест година, 1992, Малејева осваја свој први појединачни турнир у каријери, у Сан Марину.
Сестре Малејеве 1990. ушле су у историју као прве три сестре које су се нашле у главном жребу једног гренд слем турнира, на Ролан Гаросу. 1993. улазе у историју као прве три сестре које су све биле носиоци на чак три гренд слем турнира — Отвореном првенству Аустралије, Ролан Гаросу и Вимблдону — а на Ролан Гаросу и Отвореном првенству Сједињених Држава све три су стигле чак до четвртог кола. Све три су током своје каријере биле међу десет најбољих тенисерки на свету, а у периоду од 14. јуна до 4. јула 1993. Магдалена је заузимала 11. место, Мануела 12, а Катерина 13. место на ВТА листи. Сестре су такође бугарску Фед куп репрезентацију водиле то четвртфинала Светске групе 1992. и 1994. године, а њихова мајка је била капитен; током Фед купа 1996. сестре су по први пут у каријери играле у свом родном граду Софији. Магдалена Малејева се 1993. по први пут квалификовала за ВТА првенство, али ју је већ у првом колу поразила Анке Хубер. Следеће године успела је да освоји два турнира у низу, Цирих и Куп Кремља, као и да однесе победе над високо рангираним тенисеркама као што су Мартина Навратилова и Штефи Граф.
Током своје каријере, Магдалена Малејева је играла чак тридесет и три ВТА финала; од тога је тријумфовала у десет појединачних у пет у категорији парова, а изгубила у једанаест појединачних и у седам финала у тимској конкуренцији. Три пута је представљала Бугарску на Олимпијским играма — 1992. у Барселони, 1996. у Атланти и 2004. у Атини. Освајала је турнире на све четири подлоге. Достигла је четврто коло на свим гренд слем турнирима, а на Отвореном првенству Америке 1997. и четвртфинале, у којем ју је савладала њена сестра Мануела. Заједно са својим сестрама, Малејева је најуспешнија бугарска тенисерка икада. Из света професионалног тениса повукла се у октобру 2005. године, након сезоне коју су понајвише обележиле многобројне повреде.

### Резултати против сестара
Магдалена Малејева се са сестром Катерином састајала четири пута — на Отвореном првенству Сједињених Држава 1990. и 1993, Отвореном првенству Аустралије 1991. и Канада опену 1991. У сва четири сусрета тријумфовала је Катерина. Са другом сестром, Мануелом, састала се два пута на Канада опену 1990. и на Отвореном првенству Америке 1992, а и оба меча је предала.

## Награде
- 1993 — Награда часописа TENNIS за тенисерку која је највише напредовала
- 1993 — Награда ВТА за тенисерку која је највише напредовала

## ВТА финала

### Победе појединачно (10)
| Легенда           |
| ----------------- |
| Тијер I (2)       |
| Тијер II (2)      |
| Тијер III (3)     |
| Тијер IV (3)      |
| Гренд слем (0)    |
| ВТА шампионат (0) |

| Бр. | Датум               | Турнир                    | Локација                        | Подлога | Противница         | Резултат'     |
| 1.  | 26. јул 1992.       | Сан Марино опен           | Сан Марино, Сан Марино          | Шљака   | Федерика Бонсињори | 7–6(3), 6–4   |
| 2.  | 25. септембар 1994. | Куп Кремља                | Москва, Русија                  | Тепих   | Сандра Ћекини      | 7–5, 6–1      |
| 3.  | 9. октобар 1994.    | Цирих опен                | Цирих, Швајцарска               | Тепих   | Наташа Зверева     | 7–5, 3–6, 6–4 |
| 4.  | 12. фебруар 1995.   | Чикаго опен               | Чикаго, САД                     | Тепих   | Лиса Рејмонд       | 7–5, 7–6      |
| 5.  | 24. септембар 1995. | Куп Кремља                | Москва, Русија                  | Тепих   | Јелена Макарова    | 6–4, 6–2      |
| 6.  | 5. новембар 1995.   | Оукленд опен              | Оукленд, САД                    | Тепих   | Ај Сугијама        | 6–3, 6–4      |
| 7.  | 21. новембар 1999.  | Тајланд опен              | Патаја Сити, Тајланд            | Тврда   | Ен Кремер          | 4–6, 6–1, 6–2 |
| 8.  | 22. април 2001.     | Велика награда Будимпеште | Будимпешта, Мађарска            | Шљака   | Ен Кремер          | 3–6, 6–2, 6–4 |
| 9.  | 6. октобар 2002.    | Куп Кремља                | Москва, Русија                  | Тепих   | Линдси Давенпорт   | 5–7, 6–3, 7–6 |
| 10. | 15. јун 2003.       | ДФС класик                | Бирмингем, Уједињено Краљевство | Трава   | Шинобу Асагое      | 6–1, 6–4      |

### Порази појединачно (11)
| Легенда           |
| ----------------- |
| Тијер I (2)       |
| Тијер II (4)      |
| Тијер III (3)     |
| Тијер IV (1)      |
| Гренд слем (0)    |
| ВТА шампионат (0) |

| Бр. | Датум               | Турнир                | Локација               | Подлога | Противница        | Резултат'     |
| 1.  | 26. април 1991.     | Хрватска опен         | Бол, Хрватска          | Шљака   | Сандра Ћекини     | 4–6, 6–3, 5–7 |
| 2.  | 10. јануар 1993.    | Бризбејн интернашонал | Бризбејн, Аустралија   | Тврда   | Кончита Мартинез  | 3–6, 4–6      |
| 3.  | 10. април 1995.     | Куп породичног круга  | Хилтон Хед, САД        | Шљака   | Кончита Мартинез  | 1–6, 1–6      |
| 4.  | 21. мај 1995.       | Берлин опен           | Берлин, Немачка        | Шљака   | Кончита Мартинез  | 4–6, 1–6      |
| 5.  | 1. октобар 1995.    | Лајпциг опен          | Лајпциг, Немачка       | Тепих   | Анке Хубер        | предат меч    |
| 6.  | 26. мај 1996.       | Мадрид опен           | Мадрид, Шпанија        | Шљака   | Јана Новотна      | 6–4, 4–6, 3–6 |
| 7.  | 29. септембар 2000. | Фортис шампионат      | Луксембург, Луксембург | Тврда   | Џенифер Капријати | 6–4, 1–6, 4–6 |
| 8.  | 18. фебруар 2001.   | Ница опен             | Ница, Француска        | Тврда   | Амели Моресмо     | 2–6, 0–6      |
| 9.  | 30. септембар 2001. | Лајпциг опен          | Лајпциг, Немачка       | Тепих   | Ким Клајстерс     | 1–6, 1–6      |
| 10. | 27. октобар 2002.   | Фортис шампионат      | Луксембург, Луксембург | Тврда   | Ким Клајстерс     | 1–6, 2–6      |
| 10. | 8. фебруар 2004.    | Токио опен            | Токио, Јапан           | Тврда   | Линдси Давенпорт  | 4–6, 1–6      |

### Победе у паровима (5)
| Легенда           |
| ----------------- |
| Тијер I (1)       |
| Тијер II (2)      |
| Тијер III (1)     |
| Тијер IV (1)      |
| Гренд слем (0)    |
| ВТА шампионат (0) |

| Бр. | Датум             | Турнир             | Локација                | Подлога | Партнерка        | Противнице                                | Резултат         |
| 1.  | 26. април 1991.   | Хрватска опен      | Бол, Хрватска           | Шљака   | Лаура Голароса   | Лаура Гароне Сандра Ћекини                | предат меч       |
| 2.  | 17. фебруар 2002. | Дијамантске игре   | Антверпен, Белгија      | Тврда   | Пати Шнидер      | Натали Деши Мајлен Ту                     | 6–3, 6(3)–7, 6–3 |
| 3.  | 30. март 2003.    | Мајами опен        | Мајами, САД             | Тврда   | Лизел Хубер      | Шинобу Асагое Нана Мијаги                 | 6–4, 3–6, 7–5    |
| 4.  | 4. април 2003.    | Варшава опен       | Варшава, Пољска         | Шљака   | Лизел Хубер      | Елени Данилиду Франческа Скјавоне         | 3–6, 6–4, 6–2    |
| 5.  | 8. јануар 2005.   | Гоулд Коаст класик | Гоулд Коуст, Аустралија | Тврда   | Јелена Лиховцева | Силвија Фарина Елија Марија Елена Камерин | 6–3, 5–7, 6–1    |

### Порази у паровима (7)
| Легенда           |
| ----------------- |
| Тијер I (1)       |
| Тијер II (3)      |
| Тијер III (3)     |
| Тијер IV (0)      |
| Гренд слем (0)    |
| ВТА шампионат (0) |

| Бр. | Датум             | Турнир                  | Локација                      | Подлога | Партнерка         | Противнице                             | Резултат'     |
| 1.  | 19. октобар 1990. | Велика награда Поршеа   | Филдерштат, Немачка           | Тепих   | Катерина Малејева | Мерседес Пас Аранча Санчез Викарио     | 2–6, 6–4, 3–6 |
| 2.  | 26. октобар 1990. | Шампионат Мидленд банка | Брајтон, Уједињено Краљевство | Тепих   | Катерина Малејева | Хелена Сукова Натали Тозија            | 2–6, 6–0, 0–6 |
| 3.  | 14. фебруар 1993. | Јапан опен              | Осака, Јапан                  | Тврда   | Мануела Малејева  | Јана Новотна Лариса Савченко           | 1–6, 3–6      |
| 4.  | 26. април 1993.   | Барселона опен          | Барселона, Шпанија            | Шљака   | Мануела Малејева  | Кончита Мартинез Аранча Санчез Викарио | 6–4, 1–6, 0–6 |
| 5.  | 23. јун 2002.     | Ордина опен             | Хертохенбос, Холандија        | Трава   | Бјанка Ламаде     | Кетрин Беркли Мартина Милер            | 4–6, 5–7      |
| 6.  | 11. јануар 2004.  | Гоулд Коаст класик      | Гоулд Коуст, Аустралија       | Тврда   | Лизел Хубер       | Светлана Кузњецова Јелена Лиховцева    | 3–6, 4–6      |
| 7.  | 8. фебруар 2004.  | Јапан опен              | Токио, Јапан                  | Тврда   | Јелена Лихоцвева  | Кара Блек Рене Стабс                   | 0–6, 1–6      |